# Червено знаме (Софія)
ДСО «Червено знаме» — колишній болгарський спортивний клуб з Софії. Був заснований у 1949 році в результаті створення у країні ДСО за галузевим принципом на основі клубів «Средець» та «Спортист». Найбільш відомий своєю хокейною командою, яка стала дев'ятиразовим чемпіоном Болгарії. Також мав футбольну команду, що провела два сезони у вищому дивізіоні країни. У 1963 році клуб був інтегрований у Армійський спортивний клуб ЦСКА Софія.

## Футбольна команда
У 1950 та 1951 роках команда грала у Групі А, вищому дивізіоні країни і в обох роках посідала 6-е місце, також доходила до чвертьфіналу національного кубка. Втім з метою обмеження домінування софійських команд у Групі А кількість команд, що вибули та підвищились, поділялись відповідно на столичні та провінційні команди. «Червено знаме» хоча і опинилась у верхній частині таблиці (6 місце з 12), стала другою найгіршою софійською командою чемпіонату (після «Строїтела») і мала грати плей-оф з софійською командою, що посіла друге місце у підсумковому рейтингу Групи Б «Локомотивом». Програвши обидва матчі (0:2, 0:1), «Червено знаме» понизилось у класі.
Протягом наступних 5 років (1952—1956) клуб брав участь у Групі Б, другому дивізіоні країни. Але з 1957 року кількість груп у другому дивізіоні скоротилася з семи до двох груп — Північної та Південної, через що «Червено знаме» опустилось до третього дивізіону.
У 1962 році він об'єднався з ЦСКА під назвою ЦСКА «Червено знаме».
У 1985 році відокремився від ЦСКА та кілька сезонів грав у південно-західній групі В, третьому дивізіоні країни.
Проводив свої матчі на стадіоні «Червено знаме» в кварталі Гео Мілев, місткістю 8000 глядачів.

## Хокейна команда
У 1951 році хокейна команда виграла вперше виграла чемпіонат Болгарії. У наступні роки клуб домінував у болгарській хокейній лізі та виграв ще вісім титулів чемпіона до 1963 року.

## Досягнення

### Футбольна команда
- 6 місце в Групі А: 1950 та 1951 .
- Чвертьфіналіст Кубка Болгарії: 1950, 1951
- 3 місце в Софійській групі Б: 1953
- 5 місце в Групі Б: 1952

### Хокейна команда
- Чемпіон Болгарії з хокею (9): 1951, 1952, 1956, 1958, 1959, 1960, 1961, 1962, 1963
- Віце-чемпіон Болгарії з хокею (2): 1953, 1944

## Відомі футболісти
- Николай Мутафов
- Христо Євтимов
- Живко Карадалієв
- Валентин Міхов
- Ніколай Арабов
- Еміл Мінчев
- Петар Патев
- Григор Петков
- Цветан Ілчев
- Кирил Станков
- Димитар Дойчинов
- Нікола Цанев